# Peru (New York)
Pour les articles homonymes, voir Peru.
Peru est une municipalité (town) américaine de l'État de New York, située dans le comté de Clinton. 

## Géographie
La municipalité s'étend sur 239,26 km2 dans le sud-est du comté de Clinton et est baignée par le lac Champlain à l'est, qui la sépare du Vermont. La partie sud de l'île Valcour est située sur son territoire.
Elle comprend la localité de Peru, qui abrite son siège administratif, ainsi que celles de Lapham's Mills, South Junction et Valcour. 
| Saranac     | Schuyler Falls | Plattsburgh   |
| Black Brook | Peru           | Lac Champlain |
|             | Au Sable       |               |

## Histoire
La municipalité de Peru est formée en 1792 à partir de territoires pris sur Plattsburgh et Willsboro. En 1839, des parties sont détachées pour former les municipalités d'Au Sable et Black Brook.

## Politique et administration
La municipalité est administrée par un superviseur et un conseil de quatre membres élus pour deux ans.